# 27e régiment de marche
Pour les articles homonymes, voir 27e régiment.
Le 27e régiment d'infanterie de marche (ou 27e régiment de marche) est un régiment d'infanterie français, qui a participé à la guerre franco-allemande de 1870.

## Création et différentes dénominations
- 28 août 1870 : formation du 27e régiment d'infanterie de marche
- mars 1871 : fusion dans le 27e régiment d'infanterie de ligne

## Historique
Le régiment est formé le 28 août 1870 à Lyon, à trois bataillons à six compagnies. Il amalgame les 4e bataillons des 17e, 52e et 53e régiments d'infanterie de ligne,.
Se trouvant à Lyon le 1er septembre 1870, il est l'un des rares régiments constitués qui ne soient ni prisonnier ni caserné dans une ville assiégée.
Il rejoint en octobre la 2e brigade de la 3e division du 15e corps d'armée. Il combat d'abord avec l'armée de la Loire, à la bataille d'Orléans (11 octobre), et à la bataille de Loigny (2 décembre, attaquant à Poupry),,.
Il passe début janvier à l'armée de l'Est, toujours à la 2e brigade de la 3e division du 15e corps. Il embarque en train à Mehun-sur-Yèvre le 4 janvier mais les IIe et IIIe sont débarqués à Besançon le 6 janvier et le Ier bataillon seul rejoint Clerval et combat le 9 à la bataille de Villersexel. Le régiment combat au complet à la bataille d'Héricourt. Il est interné en Suisse le 1er février 1871.
Après l'arrêt des combats contre les Prussiens, le 27e de marche fusionne fin mars dans le 27e régiment d'infanterie de ligne.

## Personnalité ayant servi au régiment
- Hugues Dupont-Delporte, petit-fils de Henri Dupont-Delporte[18]
- Claude Cholleton, lieutenant-colonel du 27e de marche du 7 au 21 octobre 1870[19]